# Bahnhof Wiesloch-Walldorf
Der Bahnhof Wiesloch-Walldorf ist ein Bahnhof zwischen den Städten Wiesloch und Walldorf in Baden-Württemberg.

## Entwicklung

### 19. Jahrhundert
Mit dem Bau der Badischen Hauptbahn von Mannheim über Heidelberg, Karlsruhe, Baden-Baden und Freiburg nach Basel wurde der Streckenabschnitt Karlsruhe–Heidelberg (siehe Baden-Kurpfalz-Bahn) am 15. April 1843 eröffnet, zunächst auf 1600 mm Breitspur. Dadurch kamen Wiesloch und Walldorf in den Genuss eines Eisenbahnanschlusses. Wenige Jahre später wurde die Strecke zweigleisig ausgebaut.
Da Badens Breitspur mit den Spurweiten seiner Nachbarländer inkompatibel war, befürchtete man den Verlust des lukrativen Transitverkehrs. Deshalb wurden die badischen Strecken bereits im Jahr 1854 innerhalb von nur vier Monaten auf Normalspur (1435 mm) umgebaut, woraufhin die Schienen der beiden Bruchsaler Bahnhöfe miteinander verknüpft werden konnten.

### 20. und 21. Jahrhundert
Da der Bahnhof rund drei Kilometer von Wiesloch und Walldorf entfernt war, hatten beide Orte nur bedingt Nutzen von der Bahn. Deshalb wurde 1901 die private Bahnstrecke Wiesloch–Meckesheim eröffnet, die den Stadtkern von Wiesloch mit dem Bahnhof verband. Dadurch wurde die Baden-Kurpfalz-Bahn mit der Elsenztalbahn Heidelberg–Sinsheim–Heilbronn verbunden. Die Züge dieser Bahn fuhren an einem Bahnsteig auf dem Bahnhofsvorplatz ab; es gab ein Übergabegleis der Staatsbahn. Der Personenverkehr auf dieser Strecke wurde 1980 eingestellt, der Güterverkehr 1990.

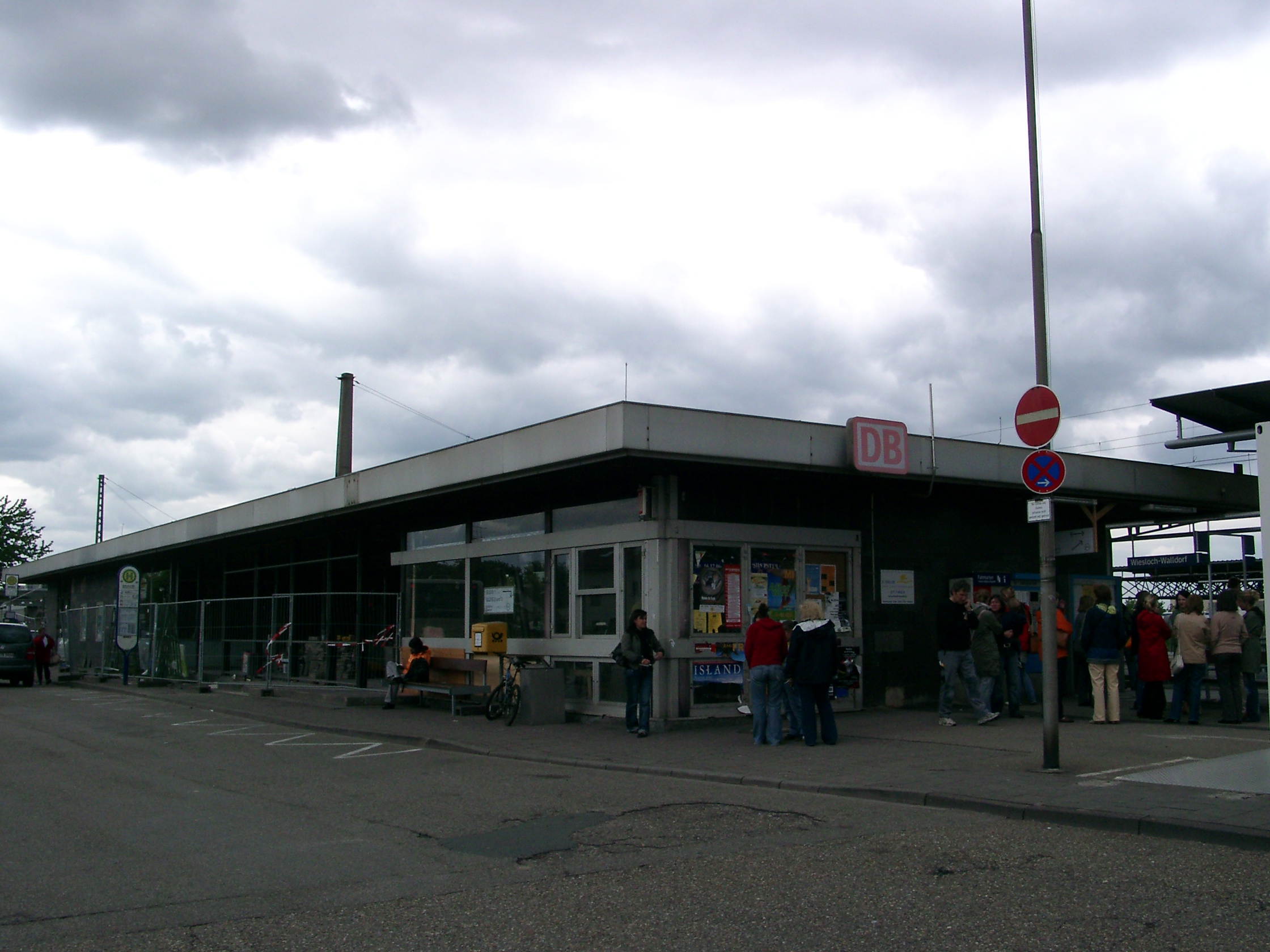
Bahnhofsgebäude 2007 vor dem Umbau und dem Neubau des Busbahnhofs mit Parkhaus

Zur Anbindung der Innenstadt Walldorfs wurde 1902 eine Straßenbahn gebaut, die zunächst westlich des Bahnhofes endete, nach Bau einer Überführung ab 1907 auch vom Bahnhofsvorplatz verkehrte und 1954 eingestellt wurde. Noch vor 1990 wurde das Empfangsgebäude des Bahnhofs abgerissen.
Im Jahr 2000 wurde für die Sanierung des Bahnhofs und Aufwertung des Bahnhofsumfeldes der Zweckverband Bahnhof Wiesloch-Walldorf gegründet.
2003 erfolgte im Zuge der Integration der Rheintalbahn von Mannheim bis Karlsruhe in das Netz der S-Bahn RheinNeckar der behindertengerechte Ausbau der Bahnsteige. Die Eröffnung der S-Bahn fand am 14. Dezember 2003 statt, in deren System der Bahnhof seither integriert ist.

## Bedienung

### Fernverkehr
Es halten regelmäßig Züge der Intercity-Express-Linie sowie einzelne (Anzahl zurückgehend) Züge der IC-Linien und ein einzelner IC-Zug nach Dortmund in Wiesloch-Walldorf. Außerdem hält seit neuerem die Railjet-Linie 897 der ÖBB nach Bregenz bzw. Flughafen Wien einmal am Tag in den frühen Morgenstunden. Ebenfalls hält die Linie FLX 10 der deutschen Flixtrain, die von Basel bzw. Stuttgart nach Berlin führt.

### Regionalverkehr
Im Regionalverkehr halten stündlich Regional-Express-Züge der LinieHeidelberg–Karlsruhe und zweistündlich die Linie nach Mühlacker. Darüber hinaus beginnen und enden montags bis freitags Regionalbahnen der Linie RB 68 von und nach Frankfurt in Wiesloch-Walldorf.
| Linie | Linienverlauf | Takt                |
| ----- | --- | ------------------- |
| RE 71 | Heidelberg – Wiesloch-Walldorf – Bruchsal – Bretten – Mühlacker | 120 min             |
| RE 73 | Heidelberg – Wiesloch-Walldorf – Bruchsal – Karlsruhe | 60 min              |
| RB 68 | Main-Neckar-Bahn: Frankfurt (Main) Hbf – Langen (Hess) – Darmstadt Hbf – Darmstadt Süd – Darmstadt-Eberstadt – Bickenbach (Bergstr) – Hähnlein-Alsbach – Zwingenberg (Bergstr) – Bensheim-Auerbach – Bensheim – Heppenheim (Bergstr) – Laudenbach (Bergstr) – Hemsbach – Weinheim (Bergstr) Hbf – Weinheim-Lützelsachsen – Heddesheim/Hirschberg – Ladenburg – Neu-Edingen/Friedrichsfeld – Heidelberg-Pfaffengrund/Wieblingen – Heidelberg Hbf – Heidelberg-Kirchheim/Rohrbach – St Ilgen-Sandhausen – Wiesloch-Walldorf Flügelung in Neu-Edingen/Friedrichsfeld. Zugteil nach Schwetzingen/Mannheim als RB 67. Stand: Fahrplanwechsel Dezember 2021 | 60 min (wochentags) |

### S-Bahn Rhein-Neckar
Der Bahnhof ist außerdem in das S-Bahn-Netz der S-Bahn Rhein-Neckar integriert. Die Linien S3 und S4 stellen halbstündliche Verbindungen in Richtung Heidelberg/Mannheim sowie Bruchsal/Karlsruhe her.
Einzelne Verstärkerzüge binden Wiesloch-Walldorf zusätzlich an weitere Ziele an:
- Die Linien S1 / S2 starten in Karlsruhe, enden einmal in Homburg (Saar) und zweimal in Kaiserslautern. Sie verkehren morgens.

| Linie     | Linienverlauf | Takt                    |
| --------- | --- | ----------------------- |
| S 1 / S 2 | Karlsruhe – Wiesloch-Walldorf – Heidelberg – Mannheim – Ludwigshafen (Rhein) – Schifferstadt – Neustadt (Weinstr) – Kaiserslautern – Homburg (Saar) | einzelne Züge           |
| S 3       | Germersheim – Lingenfeld – Heiligenstein (Pfalz) – Berghausen (Pfalz) – Speyer Hbf – Speyer Nord-West – Schifferstadt Süd – Schifferstadt – Limburgerhof – (Ludwigshafen-Rheingönheim – Ludwigshafen-Mundenheim –) (stündlich) Ludwigshafen (Rhein) Hbf – Ludwigshafen (Rhein) Mitte – Mannheim Hbf – (Mannheim ARENA/Maimarkt – Mannheim-Seckenheim –) (stündlich) Mannheim-Friedrichsfeld Süd – Heidelberg-Pfaffengrund/Wieblingen – Heidelberg Hbf – Heidelberg-Kirchheim/Rohrbach – St Ilgen-Sandhausen – Wiesloch-Walldorf – Rot-Malsch – Bad Schönborn-Kronau – Bad Schönborn Süd – Stettfeld-Weiher – Ubstadt-Weiher – Bruchsal – (Bruchsal Bildungszentrum – Untergrombach – Weingarten (Baden) –) (einzelne Züge) Karlsruhe-Durlach – Karlsruhe Hbf Stand: Fahrplanwechsel Dezember 2021 | 30/60 min               |
| S 4       | Germersheim – Lingenfeld – Heiligenstein (Pfalz) – Berghausen (Pfalz) – Speyer Hbf – Speyer Nord-West – Schifferstadt Süd – Schifferstadt – Limburgerhof – Ludwigshafen-Rheingönheim – Ludwigshafen-Mundenheim – Ludwigshafen (Rhein) Hbf – Ludwigshafen (Rhein) Mitte – Mannheim Hbf – Mannheim ARENA/Maimarkt – Mannheim-Seckenheim – Mannheim-Friedrichsfeld Süd – Heidelberg-Pfaffengrund/Wieblingen – Heidelberg Hbf – Heidelberg-Kirchheim/Rohrbach – St Ilgen-Sandhausen – Wiesloch-Walldorf – Rot-Malsch – Bad Schönborn-Kronau – Bad Schönborn Süd – Stettfeld-Weiher – Ubstadt-Weiher – Bruchsal Stand: Fahrplanwechsel Dezember 2021 | 60 min (morgens/abends) |

## Bahnhofsumfeld
Im Umfeld des Bahnhofs soll ein MetropolPark entstehen. Einen Anfang machte dabei die Ansiedlung des Luxor-Filmpalastes Wiesloch-Walldorf im Jahr 2007. Der Bahnhof verfügt über ein mehrstöckiges großes Parkhaus direkt am Bahnhofsgebäude. Auf dem Parkdach ist ein Busbahnhof entstanden. Busse der Linien ins Walldorfer Industriegebiet (SAP und Heidelberger Druckmaschinen) halten jedoch immer noch auf der Bahnhofsseite Walldorf.